# Chrám svatého Sávy (Paříž)
Chrám svatého Sávy (francouzsky église Saint-Sava, srbsky црква Светог Саве) je katedrální kostel srbské pravoslavné církve v Paříži. Nachází se v 18. obvodu v ulici Rue du Simplon a je zasvěcen svatému Sávovi. Původně protestantský kostel byl postaven v novorománském slohu. Kostel je biskupským sídlem diecéze srbské pravoslavné církve pro západní Evropu (zahrnuje Francii, Benelux a Pyrenejský poloostrov).

## Historie
Farnost byla založena v roce 1947. V roce 1952 si pronajala kapli v chrámu sv. Archandělů rumunské pravoslavné církve. Kaple byla příliš malá a proto si farnost pronajala v roce 1965 bývalý protestantský kostel v ulici Rue du Simplon, který v roce 1984 odkoupila. V tympanonu nad vstupem do kostela byla umístěna ikona svatého Sávy.
Vzhledem k velkému přílivů osob z Jugoslávie v západní Evropě vytvořila v roce 1969 srbská pravoslavná církev samostatnou diecézi pro západní Evropu.